# Szilágyillésfalva
Szilágyillésfalva (románul Băsești) falu Romániában, a Partiumban, Máramaros megyében.

## Fekvése
Szilágycsehtől északnyugatra fekvő település.

## Története
Szilágyillésfalva nevét 1391-ben említette először oklevél Bassafalca in districtu de Erdeud néven, mint az erdődi kerületben fekvő települést.
1424-ben Bazzafalwa a. n. Elgesfalwa, 1470-ben Bazzafalwa néven Szatmár vármegyéhez számították, ekkor Eliesfalwa-i Sós János és a Thoroczkaiak voltak birtokosai. 1808-ban Illésfalva, Brzesti, 1913-ban Szilágyillésfalva néven írták. Egy 1475 körül felvett adólajstrom szerint Bazafalwa Drágfi-birtok volt Közép-Szolnok vármegyében. 1543-ban a középszolnoki Illesfalván 4 kapu után adóztatták meg a Drágfi Gáspár jobbágyait, de fölmentettek egy birót, 6 szegényt és 3 új házat. 1569-ben Báthori György hűtlensége miatt id. Gyulafi Lászlónak adományozta János Zsigmond. 1668-ban Thököly Imre odaadta a közép-szolnoki Ilyesfalva birtokát Illésfalvi Popa Istvánnak, mibe 1668. okt. 31-én Apafi Mihály fejedelem beleegyezik és meghagyja a beiktatást 1705-ben a Közép-Szolnok vármegye Illyésfalváról: Pap Simon, István, András, Tivadar, Illés. Alsóvárczaiak: Pap János és Gábor. Égerhátiak: Nemes Filep, Andorkó György, Tábori Péter nemeseket írták össze. 1797-ben főbb birtokosok: gr. Bethlen Sámuel, br. Bornemissza József, gr. Gyulai József és br. Huszár József. 1910-ben 1159 lakosából 77 magyar, 68 német, 1014 román volt. Ebből 1000 görögkatolikus, 25 református, 113 izraelita volt. A trianoni békeszerződés előtt Szilágy vármegye Szilágycsehi járásához tartozott. 2002-ben 623 lakosa közül 619 román, 4 cigány volt.

## Források

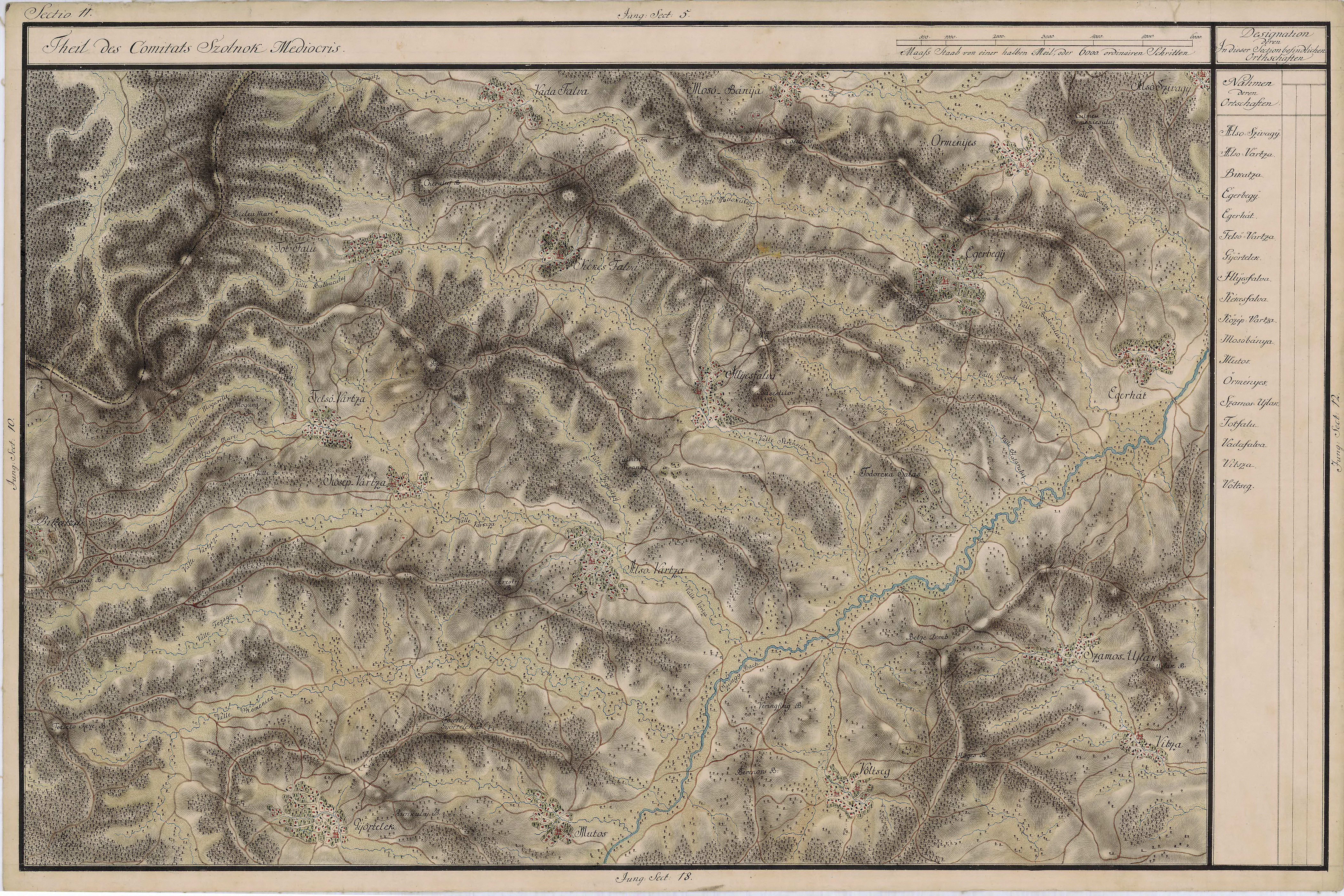
Szilágyillésfalva környéke egy régi fényképen

## Látnivalók
- Gheorghe Pop de Băsești Emlékház